# Crystal Waters
Crystal Waters, född 10 oktober 1964 i Philadelphia i Pennsylvania, är en amerikansk house-sångerska. Hon är mest känd för låten "Gypsy Woman (She's Homeless)", även känd som "La da dee la da da", som blev en stor hit 1991. Singeln nådde plats 8 på Billboard Hot 100 och plats 2 på UK Singles Chart.

## Diskografi (urval)
Studioalbum
- 1991 – Surprise
- 1994 – Storyteller
- 1997 – Crystal Waters

Singlar (#1 på Billboard Hot Dance Club Songs)
- 1991 – "Gypsy Woman (She's Homeless)"
- 1991 – "Makin' Happy"
- 1994 – "100% Pure Love"
- 1994 – "What I Need"
- 1995 – "Relax"
- 2001 – "Come On Down"
- 2003 – "My Time" (med Dutch)
- 2013 – "Oh Mama Hey" (med Chris Cox och DJ Frankie)
- 2015 – "Synergy" (med Sted-E och Hybrid Heights)
- 2018 – "I Am House" (med Sted-E och Hybrid Heights)